# Karl Otto Paetel
Karl Otto Paetel (23 novembre 1906, Berlin - 4 mai 1975, New-York) était un journaliste politique allemand.
Au cours des années 1920, il était un éminent représentant du nationalisme révolutionnaire. Au cours des années 1930, il devient membre de la résistance intérieure contre Hitler.

## Biographie
Paetel est né le 23 novembre 1906 à Berlin. Il a fréquenté la Siemens-Oberrealschule où il s'est impliqué dans le groupe de jeunes Köngener Bund. Il a étudié plus tard à l' université de Friedrich-Wilhelm de Berlin.
Paetel a été impliqué dans le mouvement de la jeunesse allemande et est devenu un dirigeant éminent du Deutsche Freischar qui en faisait partie. Il appartenait à sa tendance "Nationale-révolutionnaire", qui cherchait à marier des éléments à la fois de la gauche radicale et de la droite radicale afin de former une "troisième voie" entre le Parti nazi et le Parti communiste d'Allemagne. À cette fin, il a créé son propre Arbeitsring Junge Front et par la suite le Groupe des nationalistes sociaux-révolutionnaires pour promulguer ses vues syncrétiques. Ce dernier groupe a été créé en 1930 en raison de sa désillusion à l'égard du parti nazi, un groupe envers lequel il avait jusque-là été bien disposé, car il estimait que leur rhétorique révolutionnaire n'était pas sincère et que leur nature essentielle était conservatrice. Néanmoins, il a estimé que le parti nazi contenait encore des éléments révolutionnaires "utiles" et était particulièrement actif pour tenter de gagner des membres de la Jeunesse hitlérienne à ses côtés.
Il est devenu un cerveau clé du Nationalisme révolutionnaire et du National-bolchévisme. Il était en contact étroit avec le mouvement de la Jeunesse socialiste, publiait les magazines Politische Magazinschau et Das Junge Volk et s'opposait à la fois à la démocratie de la République de Weimar et au NSDAP.
En 1930, il est devenu co-rédacteur en chef de Die Kommenden avec le nationaliste proéminent Ernst Jünger. En décembre 1930, il fonde le Groupe des nationalistes sociaux-révolutionnaires . En 1931, la revue Die Sozialistische Nation est publiée . Le 30 janvier 1933 (le jour de l'arrivée au pouvoir d'Hitler ), Paetel publie Le Manifeste national-bolchevique.
En 1933, il lui est interdit d'écrire, ce qu'il ne respecte pas. Il y a eu plusieurs arrestations. Accusé d'acte de trahison , il s'enfuit à Prague en 1935 et y travailla puis s'enfuit alors à Paris via la Suède .
Il a voyagé illégalement de Paris en Allemagne à plusieurs reprises. En 1936, il fonde les Feuilles de la Nation socialiste . Associé à des groupes d'alliances illégales, il prône l'infiltration des Jeunesses hitlériennes. A Paris en 1937, il rencontre les nationaux-révolutionnaires Ernst Niekisch et Harro Schulze-Boysen. En 1940, il était d'une importance capitale pour les Bündische en exil et a fourni aux groupes Bundische en Allemagne des écrits nationaux-révolutionnaires. Quelques mois avant le début de la Seconde Guerre mondiale, il organise une conférence de 14 jours avec les dirigeants de l'opposition des Jeunesses hitlériennes à Paris. Le groupe de participants s'appelait le groupe de la nation socialisteet a coopéré avec l'association Der Graue Kreis et une formation appelée Schwarze HJ. De nombreux participants âgés de 17 à 22 ans étaient des étudiants et des diplômés du secondaire. Ils appartenaient principalement à la jeunesse allemande, à la Jeunesse hitlérienne et à l'Union des étudiants de la Nouvelle-Écosse . Un thème central était « l'existence de groupes de jeunes rebelles ».
Après avoir échappé à l'internement par la police française en mai 1940, il a commencé son évasion via le sud de la France, l'Espagne jusqu'à New-York. Là, il reprend ses activités de journaliste et travaille comme correspondant. En 1943, il épouse sa fiancée Elisabeth Zerner.
Après la guerre, il édita le magazine Deutsche Gegenwart et écrivit beaucoup sur Ernst Jünger.
Paetel est devenu citoyen américain, a fondé et dirigé un club de presse allemand et, en tant que chef du "Forum allemand", s'est engagé dans une vision nationale-bolchevique de l'histoire nazie allemande. En 1965, il publie Tentation ou opportunité ? Sur l'histoire du bolchevisme national allemand . Le 4 mai 1975, Karl Otto Paetel est décédé à Forest Hills, New-York. Sa tombe est à Wendershausen au pied du château de Ludwigstein.

## Publications
- Le manifeste national-bolchevique, 1933 ; trad. fr. Ars Magna, coll. "Les Ultras", 184 p., 2023  (ISBN 978-2383560531)
- Le national-bolchévisme allemand de 1918 à 1932, Ars Magna, coll. "Le devoir de mémoire", 2023